# Matryca CCD

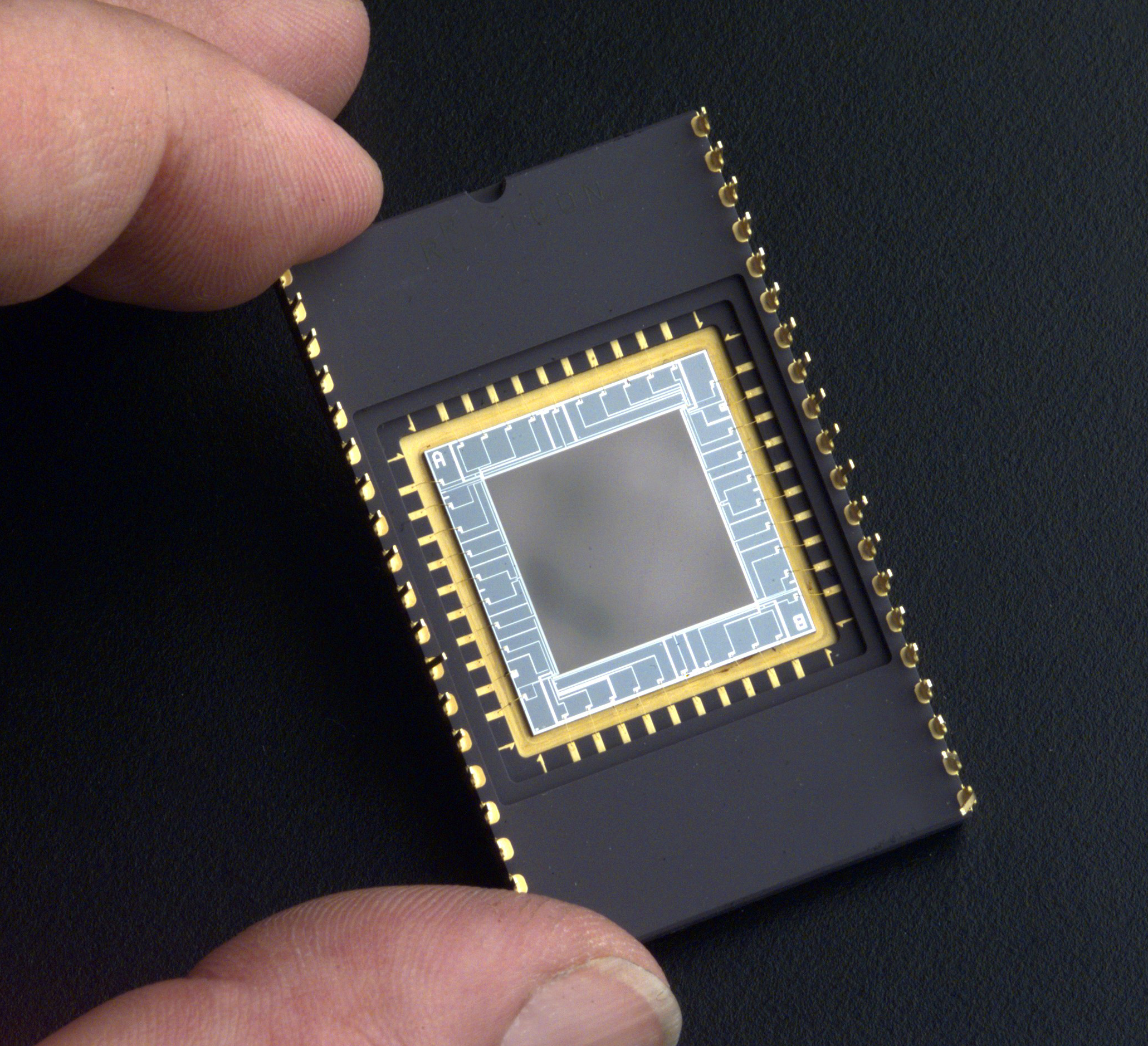
Matryca CCD używana do detekcji obrazów w zakresie promieniowania nadfioletowego

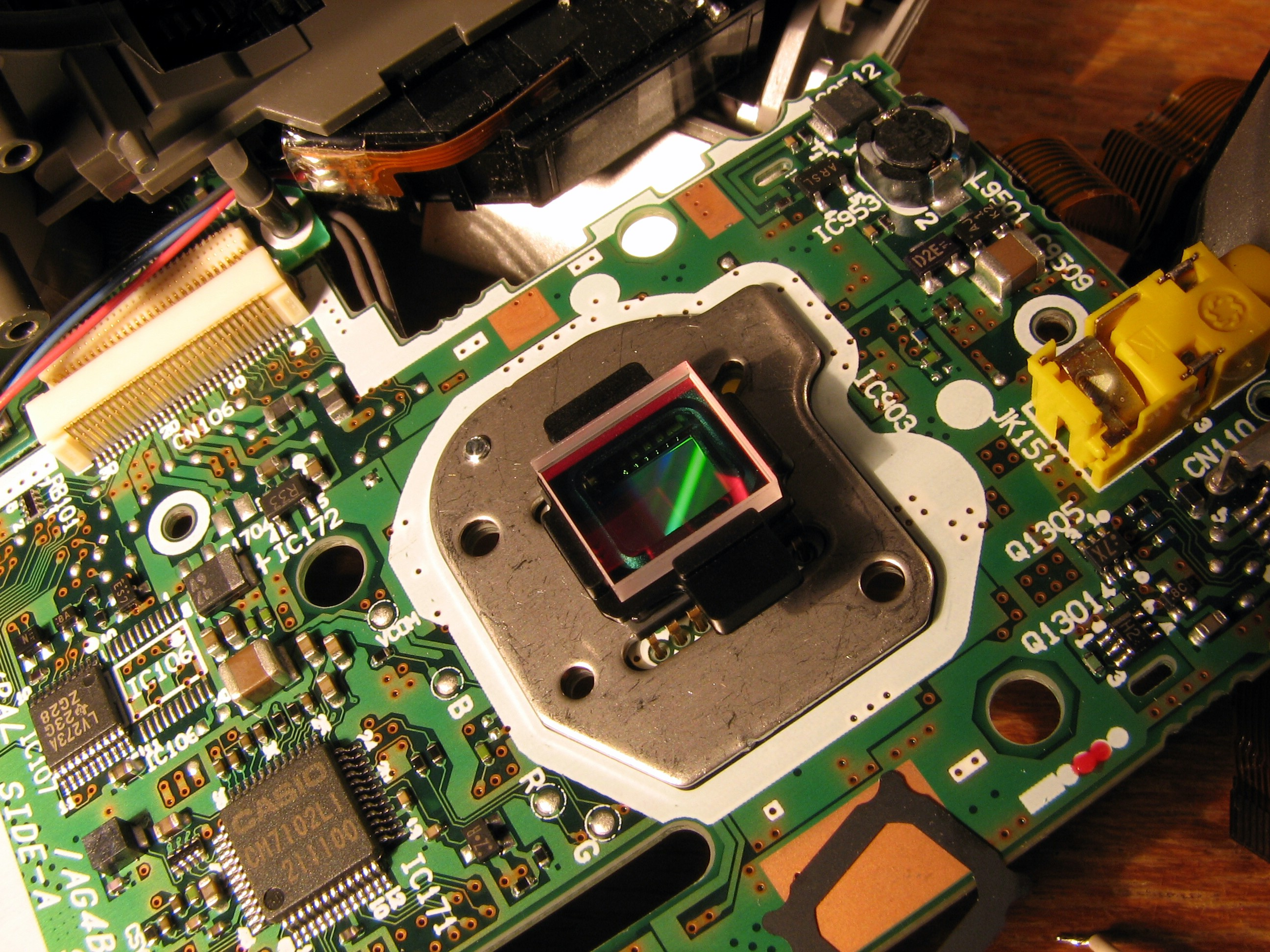
Sensor CCD zamontowany w kamerze cyfrowej

Zasada działania CCD

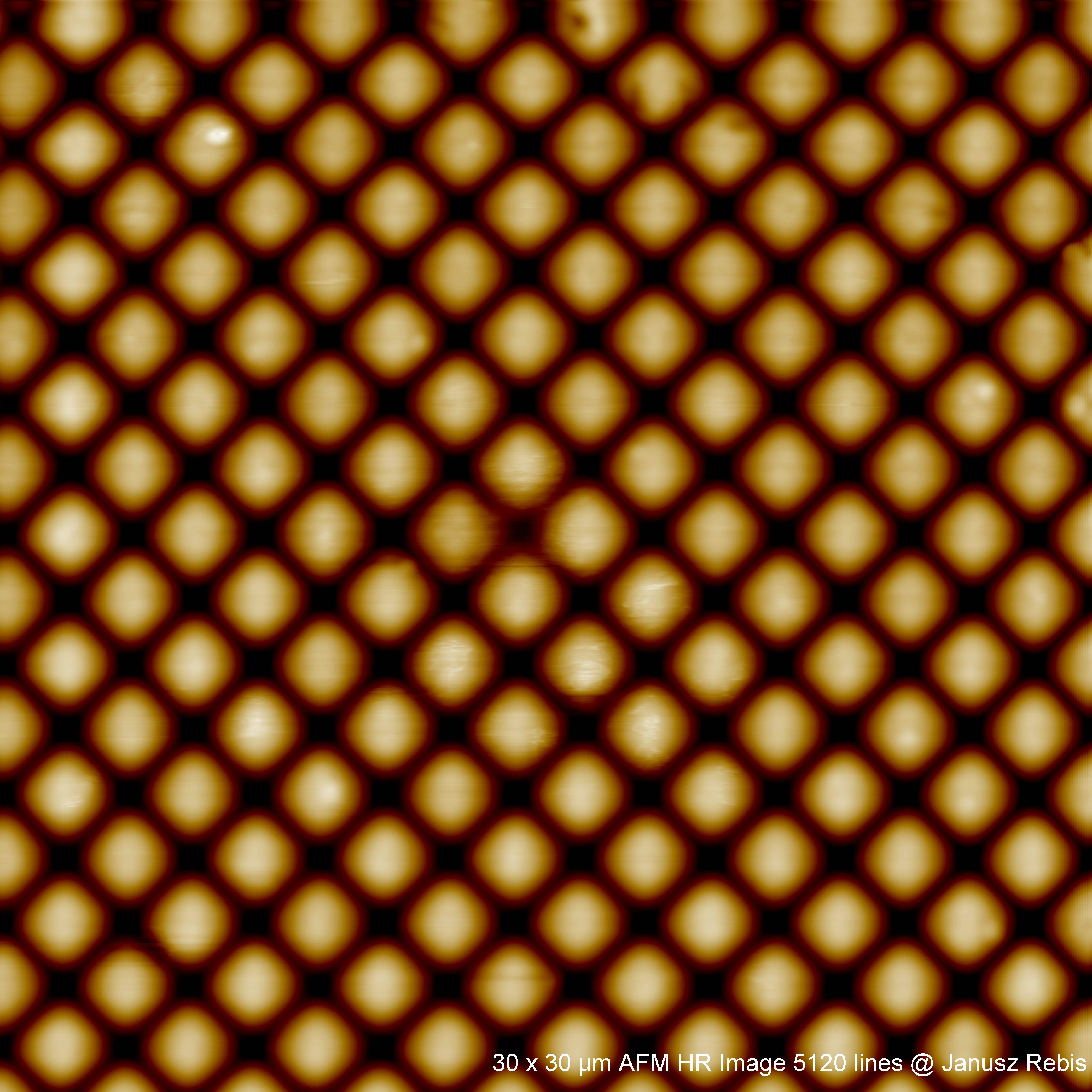
CCD pod mikroskopem, obraz 30x30 μm AFM HR 5120 lines. CCD z Canon A75

Matryca CCD (od ang. charge-coupled device) – układ wielu elementów światłoczułych, z których każdy rejestruje, a następnie pozwala odczytać, sygnał elektryczny proporcjonalny do ilości padającego na niego światła.
W cyfrowych aparatach fotograficznych najczęściej stosowane są filtry barwne, dające możliwość rejestracji natężenia określonej szerokości spektrum światła w danym punkcie matrycy.
Matrycę skonstruowano głównie na użytek naukowy, zaś jej pierwsze zastosowania były związane z astronomią, gdzie do dziś pozostaje podstawowym narzędziem badawczym, wypierając w zasadzie błony fotograficzne. Obecnie masowo wykorzystuje się matryce CCD o coraz wyższej rozdzielczości w aparatach cyfrowych, gdzie otrzymane dane po przetworzeniu przez jednostkę centralną aparatu mogą zostać zapisane w postaci plików graficznych. W aparatach fotograficznych stosowane są matryce o rozdzielczościach rzędu od kilku do kilkunastu megapikseli, do ponad 30 megapikseli w pełnoformatowych aparatach profesjonalnych i nawet 80 megapikseli w cyfrowych aparatach średnioformatowych. Największe matryce stosowane w obserwatoriach astronomicznych mają od 65 do ponad 100 megapikseli.

## Historia
Pierwszy egzemplarz CCD został zbudowany w 1969 roku przez dwóch naukowców, laureatów Nagrody Nobla: Willarda S. Boyle’a i George E. Smitha z Bell Telephone Laboratories. Szukali oni nowego sposobu rejestracji obrazu, który miał znaleźć zastosowanie w projektowanym wideotelefonie. Urządzenie miało być tanie, a jego technologia oparta na krzemie. Pierwsza kamera złożona była z ośmiu pikseli ułożonych w jeden rząd. Większy model o rozmiarach 100 × 100 pikseli powstał dopiero w 1973 roku. Początkowo technologia była rozwijana w celach obserwacji kosmosu.

## Działanie
Kiedy foton uderzy w atom, może spowodować przeskoczenie elektronu na wyższą powłokę, a w niektórych przypadkach uwolnienie nośnika ładunku (dziur lub elektronów, w zależności od użytego materiału półprzewodnikowego) – jest to tzw. efekt fotoelektryczny wewnętrzny. Kiedy powierzchnia matrycy CCD jest oświetlona, uwolnione zostają nośniki, które gromadzą się w kondensatorach. Nośniki te zostają przesunięte w miarowych impulsach elektrycznych oraz zostają „przeliczone” przez obwód, który wyłapuje nośniki z każdego elementu światłoczułego, przekazuje je do kondensatorów, mierzy, wzmacnia napięcie i ponownie opróżnia kondensatory. Ilość nośników zebranych w ten sposób w pewnym przedziale czasu zależy od natężenia światła. W efekcie otrzymujemy dla każdego elementu światłoczułego informację o wartości natężenia padającego na nie światła, czyli w praktyce informację o jasności obserwowanej w danym punkcie barwy.
Zazwyczaj poszczególne elementy matrycy mierzą ilość światła dla jednej ze składowych RGB, dlatego też na każdy piksel wynikowego obrazu w postaci bitmapy przypada pomiar z kompletu elementów światłoczułych. W 2002 roku firma Foveon opracowała matrycę X3, która potrafi zarejestrować każdą z trzech składowych koloru w każdym punkcie. Obecnie nie jest jednak ona szeroko wykorzystywana.

## Zalety i wady[1][2]

### Zalety
- większa światłoczułość w porównaniu z matrycą CMOS
- możliwe osiąganie obrazów o większej rozdzielczości
- brak efektu rolling shutter
- lepsze odwzorowanie barw przy niskiej światłoczułości

### Wady
- Matryce CCD są wolniejsze od CMOS (co może mieć znaczenie przy wykonywaniu zdjęć seryjnych).
- wyższe zużycie energii w porównaniu z matrycą CMOS
- większy koszt produkcji niż w przypadku matrycy CMOS
- gorsza jakość odwzorowania barw

## Rozmiary
| Typ    | Proporcje | Długość (mm) | Szerokość (mm) | Przekątna (mm) | Powierzchnia (mm²) | Powierzchnia względna |
| ------ | --------- | ------------ | -------------- | -------------- | ------------------ | --------------------- |
| 1/6″   | 4:3       | 2,30         | 1,73           | 2,88           | 3,98               | 1,00                  |
| 1/4″   | 4:3       | 3,20         | 2,40           | 4,00           | 7,68               | 1,93                  |
| 1/3.6″ | 4:3       | 4,00         | 3,00           | 5,00           | 12,0               | 3,02                  |
| 1/3.2″ | 4:3       | 4,54         | 3,42           | 5,68           | 15,5               | 3,89                  |
| 1/3″   | 4:3       | 4,80         | 3,60           | 6,00           | 17,3               | 4,34                  |
| 1/2.7″ | 4:3       | 5,27         | 3,96           | 6,59           | 20,9               | 5,24                  |
| 1/2″   | 4:3       | 6,40         | 4,80           | 8,00           | 30,7               | 7,72                  |
| 1/1.8″ | 4:3       | 7,18         | 5,32           | 8,93           | 38,2               | 9,59                  |
| 2/3″   | 4:3       | 8,80         | 6,60           | 11,0           | 58,1               | 14,6                  |
| 1″     | 4:3       | 12,8         | 9,60           | 16,0           | 123                | 30,9                  |
| 4/3″   | 4:3       | 18,0         | 13,5           | 22,5           | 243                | 61                    |
| APS-C  | 3:2       | 25,1         | 16,7           | 30,1           | 419                | 105                   |
| 35MM   | 3:2       | 36,0         | 24,0           | 43,3           | 864                | 217                   |
| 645    | 4:3       | 56,0         | 41,5           | 69,7           | 2324               | 5845                  |

Kolumna „Typ” zawiera oznaczenia wywodzące się od stosowanych dawniej lamp analizujących. Liczby te określały średnicę zewnętrzną lampy. Pole obrazowe lampy o średnicy 1 cala miało przekątną 16 mm, co stanowi podstawę do dalszych obliczeń.